# Jeanne Hachette

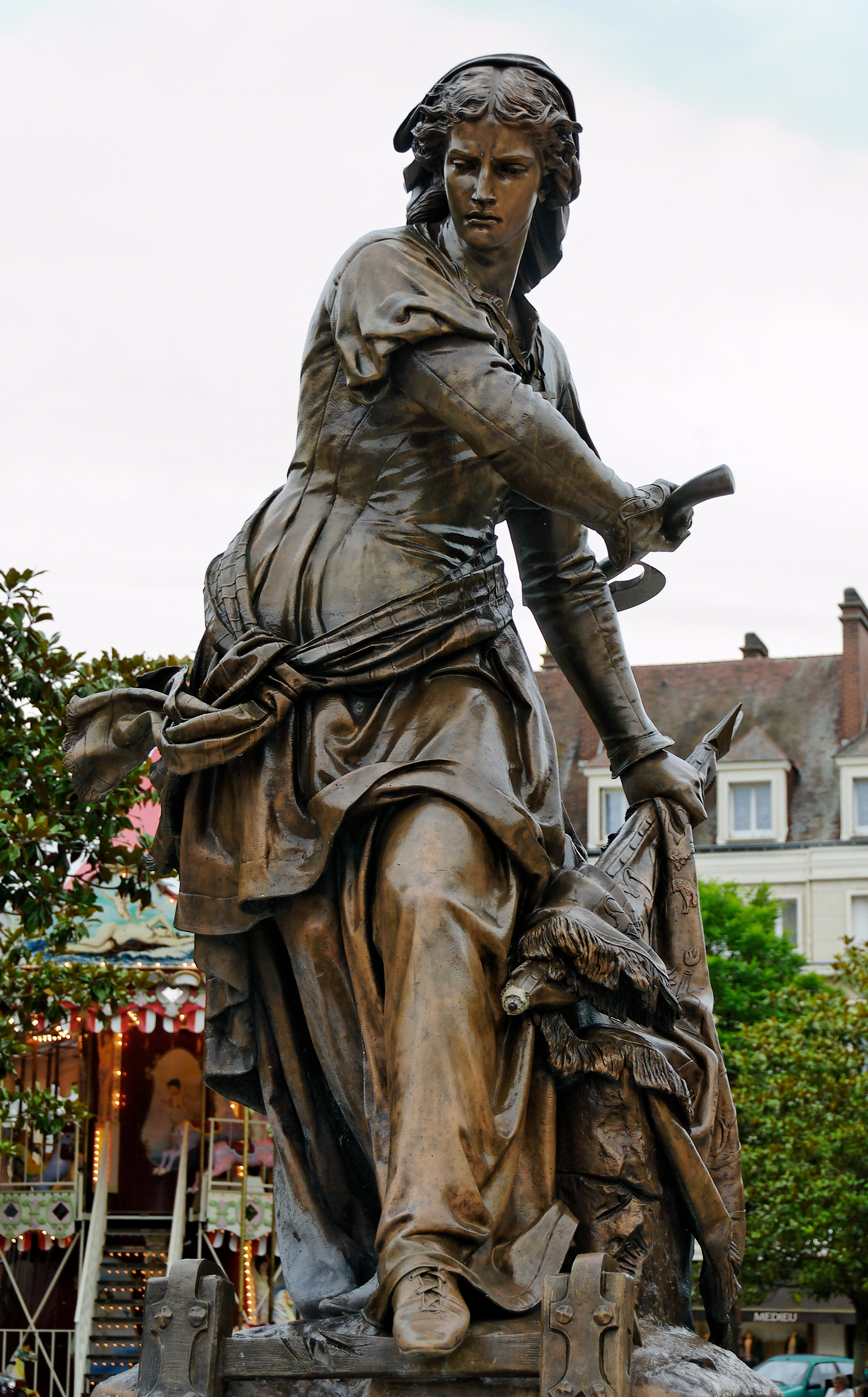
Pomnik Jeanne Hachette w Beauvais, autorstwa Gabriela-Vitala Dubraya

Jeanne Laisné (ur. ok. 1454) – francuska bohaterka narodowa, znana też jako Jeanne Fourquet o przydomku Jeanne Hachette (od słowa Hachette - topór). Wykazała się odwagą 27 czerwca 1472 roku, gdy zapobiegła zajęciu Beauvais przez wojska Karola Zuchwałego, księcia Burgundii.

## Dokonania
Miasto było bronione przez 300 zbrojnych dowodzonych przez Louisa de Balagny. Podczas szturmu Burgundczycy wdarli się na mury, a jeden z napastników zawiesił burgundzką flagę na murach. Wtedy Joanna, córka chłopa, uzbrojona w topór rzuciła się na niego, zepchnęła do fosy i zerwała flagę. Jej bohaterstwo dodało odwagi pozostałym obrońcom miasta, którzy odparli szturm.

## Upamiętnienie
W uznaniu dla bohaterskiego czynu, król Ludwik XI ustanowił procesję w Beauvais w każdą rocznicę obrony miasta.
6 lipca 1851 roku odsłonięto w Beauvais pomnik odlany z brązu autorstwa Gabriela-Vital Dubraya.
W 1924 roku powstał film Le Miracle des loups (reż. Raymond Bernard) na motywach tych wydarzeń. Rolę Jeanne zagrała Yvonne Sergyl.